# 拜爾坎
拜爾坎（羅馬化：Berkane）是非洲北部國家摩洛哥的城市，由東部大區負責管轄，北臨地中海，面積14平方公里，是該國最大的柑橘出口產地。拜爾坎受半乾旱氣候影響，每年平均降雨量350毫米，2004年人口80,012，大多數是阿拉伯人。

## 外部連結
- Berkane entry in lexicorient （页面存档备份，存于）

34°55′N 2°19′W / 34.917°N 2.317°W